# IFS AB
IFS AB (Industrial and Financial Systems) es una empresa multinacional de software empresarial con base en Linköping, Suecia. La compañía desarrolla y ofrece soluciones de software empresarial para clientes globales que fabrican y distribuir bienes, mantienen activos y gestionan operaciones basadas en servicio. Los más de 3.500 empleados de IFS dan soporte a 10.000 clientes en todo el mundo a través de una red de oficinas locales y un ecosistema de partners internacional.

## Historia

### Inicios de IFS (1983-1996)
IFS fue fundada en 1983 en Suecia y lanzó su primer producto de software IFS Maintenance en 1985. Cinco años más tarde, lanzó la suite ERP completa de soluciones empresariales conocida como IFS Applications. En los próximos años, IFS amplió su presencia en la región escandinava con el establecimiento de oficinas en Noruega, Finlandia, Dinamarca y luego se expandió fuera de Escandinavia, a Polonia. En 1993, IFS presentó su primera interfaz gráfica de usuario y se expandió a Malasia. En 1995, se expandió a América del Norte.  

### Expansión de IFS (1996-2015)
En 1996, IFS apareció en la bolsa de valores sueca y el producto estuvo basado en un único componente. Seguido del lanzamiento de su web y el establecimiento de un centro I+D en Colombo. En 2001  IFS introdujo aplicaciones móviles portales de Internet basados en Java. En 2004, NEC adquirió un 7.7% de IFS. En 2005, IFS Applications superó los 500,000 usuarios. En 2008 IFS lanzú su nuevo GUI (graphical user interface) y llevó a cabo varias adquisiciones.

### Inversión de EQT (2015- )
En 2015, IFS había logrado más de un millón de usuarios globales y fue adquirido por EQT, un grupo de equidad privado sueco. IFS lanzó su nueva versión del sistema ERP, IFS Applications 10, en 2018 –el mismo año que Darren Roos fue nombrado CEO de la compañía, seguido de IFS FSM 6 en 2019.

## Reconocido internacionalmente
IFS ha sido nombrado líder en dos Cuadrantes Mágicos de Gartner: por su Gestión de Servicios en Campo y por su ERP.
IFS es reconocida por ser una de las primeras empresas de software empresarial en realizar innovaciones, incluyendo la búsqueda de aplicaciones empresariales integradas, la gestión integrada de la huella ambiental y la integración de la funcionalidad de navegación de los medios sociales.

## Adquisiciones
| 1 | MultiPlus Soluciones                        | 2009 | Proyecto-basó soluciones                                                          | Noruega        |  |
| 2 | 360 Planificando                            | 2010 | Planificando motor                                                                | Reino Unido    |  |
| 3 | Metrix LLC                                  | 2012 | Administración de servicio del campo                                              | Estados Unidos |  |
| 4 | Mxi Tecnologías Ltd                         | 2016 | Mantenimiento integrado e inteligente soluciones de software de la administración | Canadá         |  |
| 5 | mplsystems Limitó                           | 2017 | Omni-Centro de contacto del canal y software de compromiso del cliente            | Reino Unido    |  |
| 6 | Administración de Servicio del campo Limitó | 2017 | Soluciones de administración de servicio de campo                                 | Reino Unido    |  |
| 7 | WorkWave LLC                                | 2017 | Soluciones de administración del servicio                                         | Estados Unidos |  |